# Morsø
El municipi de Morsø és un municipi danès que va ser creat l'1 de gener del 2007 com a part de la Reforma Municipal Danesa, però no va ser alterat en els seus límits per aquesta reforma. El municipi, que abasta 367,67 km², és situat al nord de la península de Jutlàndia, dins la Regió de Nordjylland, ocupa les illes de Morsø i d'Agerø, ambdues al Limfjord, el fiord que separa l'illa de Vendsyssel-Thy de la resta de la península de Jutlàndia.
El pont de Vilsund (Vilsundbroen) de 382 metres connecta la ciutat de Sundby amb la de Vilsund Vest, al municipi de Thisted, per sobre de l'estret de Vil. El pont de Sallingsund (Sallingsundbroen), de 1.717 metres de longitud va ser inaugurat el 30 de maig del 1978 i connecta la ciutat de Nykøbing Mors amb Sallingsund, a la península, a través de l'estret de Salling.
La ciutat més important i capital del municipi és Nykøbing Mors (9.198 habitants el 2009). Altres poblacions són:
- Bjergby
- Erslev
- Frøslev
- Karby
- Lødderup
- Øster Assels
- Øster Jølby
- Redsted
- Sejerslev
- Sundby
- Tødsø
- Vils
- Vodstrup

## Consell municipal
Resultats de les eleccions del 18 de novembre del 2009:
| Partit                      | vots | % vots |
| --------------------------- | ---- | ------ |
| Socialdemokratiet           | 4280 | 34,4   |
| Det Konservative Folkeparti | 1323 | 10,6   |
| Socialistisk Folkeparti     | 1426 | 11,5   |
| Lokallisten                 | 522  | 4,2    |
| MorsListen                  | 581  | 4,7    |
| Dansk Folkeparti            | 1161 | 9,3    |
| Venstre                     | 3143 | 25,3   |

### Alcaldes
| Alcalde               | Període               | Partit            |
| --------------------- | --------------------- | ----------------- |
| Egon Pleidrup Poulsen | 1-1-2007 a 31-12-2009 | Socialdemokratiet |
| Lauge Larsen          | 1-1-2010 a 31-12-2013 | Socialdemokratiet |